# فراشة البحر
فراشة البحر (الاسم العلمي:Thecosomata) (بالإنجليزية: Sea butterfly)‏ وهي رتيبة من رتبة بطنيات القدم، تعيش في منطقة البحر المفتوح بأحجام صغيرة داخل قواقع البحر.